# آندریاس کوفلر
آندریاس کوفلر (انگلیسی: Andreas Kofler؛ زادهٔ ۱۷ مهٔ ۱۹۸۴) اسکی‌باز پرش اهل اتریش است.